# قلعه‌گاه‌لی
قلعه‌گاه‌لی (به لاتین: Kalağaylı) یک منطقه مسکونی در جمهوری آذربایجان است که در شهرستان آق‌سو واقع شده است. قلعه‌گاه‌لی ۲۷۵ نفر جمعیت دارد.